# Bothriogryllacris
Bothriogryllacris is een geslacht van rechtvleugeligen uit de familie Gryllacrididae. De wetenschappelijke naam van dit geslacht is voor het eerst geldig gepubliceerd in 1983 door Rentz.

## Soorten
Het geslacht Bothriogryllacris omvat de volgende soorten:
- Bothriogryllacris brevicauda Rentz, 1983
- Bothriogryllacris pinguipes Rentz, 1983
- Bothriogryllacris turris Rentz, 1983